# Éider Arévalo
Éider Orlando Arevalo Truque (Pitalito, 9 marzo 1993) è un marciatore colombiano.

## Biografia
Vinse la coppa del mondo di marcia 2010, specialità 10 km juniores, superando il cinese Cai Zelin (medaglia d'argento) e il russo Valery Filipchuk. Vinse la coppa del mondo di marcia 2012, sulla stessa distanza e categoria, a Saransk.

## Palmarès
| Anno | Manifestazione          | Sede           | Evento         | Risultato | Prestazione | Note                                             |
| ---- | ----------------------- | -------------- | -------------- | --------- | ----------- | ------------------------------------------------ |
| 2010 | Olimpiadi giovanili     | Singapore      | Marcia 10 km   | dq        | dq          |                                                  |
| 2012 | Mondiali juniores       | Barcellona     | Marcia 10000 m | Oro       | 40'09"74    | Miglior prestazione mondiale stagionale under 20 |
| 2012 | Giochi olimpici         | Londra         | Marcia 20 km   | 20º       | 1h22'00"    |                                                  |
| 2013 | Campionati sudamericani | Cartagena      | Marcia 20 km   | Argento   | 1h24'36"    |                                                  |
| 2013 | Mondiali                | Mosca          | Marcia 20 km   | dnf       | dnf         |                                                  |
| 2014 | Giochi sudamericani     | Santiago       | Marcia 20 km   | Oro       | 1h22'11"    | Record dei Giochi                                |
| 2014 | Giochi CAC              | Veracruz       | Marcia 20 km   | Argento   | 1h26'03"    |                                                  |
| 2015 | Giochi panamericani     | Toronto        | Marcia 20 km   | 5º        | 1h25'50"    |                                                  |
| 2015 | Mondiali                | Pechino        | Marcia 20 km   | 7º        | 1h21'13"    |                                                  |
| 2016 | Giochi olimpici         | Rio de Janeiro | Marcia 20 km   | 15º       | 1h21'36"    |                                                  |
| 2017 | Mondiali                | Londra         | Marcia 20 km   | Oro       | 1h18'53"    | Record nazionale                                 |
| 2018 | Giochi CAC              | Barranquilla   | Marcia 20 km   | Oro       | 1h26'42"    |                                                  |
| 2019 | Campionati sudamericani | Lima           | Marcia 20 km   | dnf       | dnf         |                                                  |
| 2019 | Giochi panamericani     | Lima           | Marcia 20 km   | dnf       | dnf         |                                                  |
| 2021 | Giochi olimpici         | Tokyo          | Marcia 20 km   | 18º       | 1h24'10"    |                                                  |
| 2022 | Mondiali                | Eugene         | Marcia 20 km   | 22º       | 1h24'32"    |                                                  |
| 2022 | Mondiali                | Eugene         | Marcia 35 km   | 8º        | 2h25'21"    | Record nazionale                                 |
| 2022 | Giochi sudamericani     | Asunción       | Marcia 20 km   | 4º        | 1h27'00"    |                                                  |
| 2023 | Mondiali                | Budapest       | Marcia 20 km   | 26º       | 1h21'55"    |                                                  |
| 2023 | Mondiali                | Budapest       | Marcia 35 km   | dnf       | dnf         |                                                  |

## Altre competizioni internazionali
2010
- in Coppa del mondo di marcia ( Chihuahua), 10 km juniores - 42'13"